# Jelenje
Jelenje (in italiano Gellegne), è un comune di 5 321 abitanti della Regione litoraneo-montana in Croazia.

Si tratta di un comune dell'entroterra fiumano ad insediamento sparso, il cui centro principale è l'abitato di Dražice.
Presso il colle Kičej (606 m s.l.m.), a un'altitudine di 323 m s.l.m., si trovano le sorgenti del fiume Eneo, che sfocia nei pressi della città di Fiume, dopo aver dato origine al lago di sbarramento di Valići. 
Il corso d'acqua non lambisce il centro di Jelenje, ma attraversa gli abitati vicini prima di entrare nel territorio comunale del capoluogo regionale.

## Storia
Durante la Seconda guerra mondiale, dal 1941 al 1943, fu occupato dall'Italia che lo aggregò alla Provincia di Fiume e al nome croato affiancò la denominazione ufficiale italiana Cervi.

## Località
Il comune di Jelenje è diviso in 17 insediamenti (naselja):
- Baštijani (Bastiani)
- Brnelići (Bernelici)
- Kukuljani (Cucugliani)
- Drastin (Drastini)
- Dražice (Drasizze)
- Jelenje, sede comunale (Gellegne)
- Lopača (Lopacia)
- Lubarska (Laborsca)
- Lukeži (Luchesi)
- Milaši (Milasi)
- Podhum (Piedicolle)
- Podkilavac (Piedichilavaz)
- Ratulje (Rattuglie)
- Trnovica (Ternovizza)
- Valići (Vallici)
- Martinovo Selo (Villa San Martino)
- Zoretići (Zoretici)